# Laid to Rest
Laid to Rest ist ein US-amerikanischer Slasherfilm aus dem Jahr 2009.

## Handlung
Eine junge Frau wacht in einem Sarg auf und kann sich aus ihm befreien. Da die Türen des Beerdigungsinstituts, in dem sie sich befindet, verschlossen sind, versucht sie mittels Telefon die Polizei zu rufen. Als der ältliche Besitzer des Beerdigungsinstituts erscheint, wird er von einem Mann mit einer silbernen Totenkopfmaske aufgeschlitzt. Die junge Frau kann dem Killer namens Chromeskull entkommen. Sie lässt sich von Tucker, einem vorbeifahrenden Mann, mitnehmen und findet bei ihm und seiner Frau Cindy Unterschlupf. Cindy ist davon zunächst wenig begeistert, könnte es sich doch bei der unter Amnesie leidenden Fremden um eine Prostituierte handeln. Diese will die Polizei alarmieren, doch Tucker und Cindy haben keinen Telefonanschluss mehr und das Benzin reicht nicht, um sie bis zur Polizeistation zu bringen. Während Cindy im Schlafzimmer schläft, schaut sich Tucker eine Wunde an, die die junge Frau am Hinterkopf hat. Als er sich schlafen legen will, entdeckt er, wie Cindy durch das Fenster von Chromeskull festgehalten wird. Hilflos müssen Tucker und die Frau zusehen, wie Chromeskull Cindy ein Messer in den Kopf rammt, ehe sie bestürzt in Tuckers Wagen davonfahren.
Kurz darauf trifft Cindys Bruder Johnny mit seiner Freundin Jamie vor dem Haus seiner Schwester ein. Chromeskull lauert ihnen auf und bringt sie mit seinem Messer zur Strecke. Tucker und seine junge Begleiterin halten derweil vor einem Haus und bitten Steven, den Besitzer, die Polizei zu alarmieren. Steven hat ebenfalls kein Telefon, jedoch einen Computer, mit dem er der Polizei eine E-Mail schickt. Über das Internet findet er zudem heraus, dass es sich bei Chromeskull um einen gesuchten Serienmörder handelt, der seine Morde stets mit einer Videokamera auf seiner Schulter filmt und die Videos anschließend der Polizei zuschickt. Zu dritt fahren sie daraufhin in Stevens Auto zur Polizeistation. Chromeskull, der den Sheriff und einen weiteren Polizisten ermordet hat, stellt ihnen dort eine Falle. Sie können jedoch entkommen und fahren anschließend am Beerdigungsinstitut vorbei. In der Hoffnung, dort Hinweise auf ihre Vergangenheit zu finden, geht die junge Frau in das Gebäude. Steven soll dort auf sie aufpassen, während Tucker zu seinem Haus zurückfährt, um Cindys Leiche vom Fenster weg ins Haus zu bringen und so ihrem Bruder, der am nächsten Morgen bei ihnen vorbeischauen wollte, den Anblick von Cindys Leiche zu ersparen. Cindys Leiche ist jedoch nicht mehr da.
Vom Beerdigungsinstitut aus entdeckt die junge Frau Chromeskull vor einer Scheune. Gemeinsam mit Steven nähert sie sich dem Killer und beobachtet ihn. Chromeskull wird schließlich auf sie aufmerksam und die junge Frau versucht sich in der Scheune zu verstecken. Dort entdeckt sie in zahlreichen Särgen zerstückelte Frauenleichen. Ein gefesseltes Mädchen ist noch am Leben und die junge Frau versucht, es mit einem Messer loszuschneiden. Als sich Chromeskull nähert, läuft die junge Frau panikartig davon. Sie findet jedoch keinen Ausgang. Chromeskull säbelt derweil dem Mädchen den Kopf ab. Danach gibt er der jungen Frau eine Spritze. Diese kommt gefangen in einem Sarg wieder zu sich. Tucker ist indes mit einem Revolver zurückgekehrt und gelangt mit Steven in die Scheune, schießt auf den Killer und befreit die junge Frau aus dem Sarg. Mit dem Wagen des Killers fahren sie gemeinsam zu Stevens Haus. Dort angekommen, finden sie Cindys Leiche im Kofferraum. Tucker bittet Steven, die Leiche seiner Frau ins Haus bringen zu dürfen. Die junge Frau versucht derweil über die Videoaufnahmen des Killers herauszufinden, wer sie ist. Die Batterien der Kamera sind jedoch leer, weshalb sie beschließt, zum nächsten Laden zu fahren. Chromeskull greift sie vor dem Laden an, schickt sie dann jedoch in den Laden, um neue Batterien und ein Videoband zu besorgen. Sollte sie dabei versuchen zu entkommen oder die Polizei zu alarmieren, will er die anderen Kunden des Ladens töten. An der Kasse bemerkt der junge Verkäufer, dass etwas nicht in Ordnung ist. Er nimmt ein Gewehr und geht nach draußen. Chromeskull greift jedoch nach der Schusswaffe, sodass sich der Verkäufer den eigenen Kopf wegschießt. Zwei junge Männer, Tommy und Anthony, sind im Laden bei der jungen Frau. Anthony geht zum Hinterausgang, wo ihm Chromeskull kurz darauf die Kehle durchschneidet.
Tucker und Steven treffen ebenfalls im Laden ein, wo sie sich mit den anderen verbarrikadieren wollen. Im Koffer des Killers, den Steven mit hineingebracht hat, finden sie eine Dose, in die Steven Superkleber umfüllt. Als das Licht ausgeht, taucht Chromeskull hinter der Ladentheke auf, greift nach Steven und tötet ihn mit einer chemischen Substanz. Tucker versucht auf ihn zu schießen, verfehlt jedoch stets sein Ziel. Tommy entkommt zur Vordertür, während sich Tucker auf den Killer stürzt, der ihm ein Messer in die Brust sticht. Die junge Frau verkriecht sich in die Kühlanlage und wehrt mit einem Gitter die Messerattacken des Killers ab. Dieser gibt ihr schließlich die Kamera. Das darin befindliche Videoband zeigt, dass sie eine drogensüchtige Prostituierte ist, die Chromeskull in einem Hotelzimmer mit einem Baseballschläger niedergeschlagen hatte. Als Chromeskull sie erneut attackiert, verliert er seine Totenkopfmaske. Er greift zur Dose aus seinem Koffer und schmiert den Inhalt in die Maske, damit sie an seinem Gesicht wieder haften bleibt. Der Superkleber ätzt ihm jedoch die Haut, worauf er sich die Maske samt Gesicht vom Kopf reißt. Er liegt regungslos auf dem Boden, als ihm die junge Frau mit einem Schläger auf den Kopf schlägt. Tucker öffnet daraufhin kurz die Augen, glaubt Cindy vor sich zu sehen, die ihm sagt, dass sie ihn liebe, und stirbt. Die junge Frau fährt anschließend mit Tommy nach Atlanta. Als die Polizei am Schauplatz des Geschehens eintrifft, ist Chromeskulls Leiche verschwunden.

## Hintergrund
Der Regisseur und Drehbuchautor des Films, Robert Green Hall, ist seit den 1990er Jahren hauptsächlich als Maskenbildner im Filmgeschäft tätig. Laid to Rest war nach dem Thrillerdrama Lightning Bug (2004) der zweite Spielfilm unter seiner Regie. Das von ihm gegründete Make-up-Studio Almost Human war an der Produktion von Laid to Rest beteiligt. Die Dreharbeiten fanden in Annapolis, Maryland, statt, wo seine Ehefrau Bobbi Sue Luther herstammt, die die Rolle der jungen Frau spielt. In Nebenrollen sind Lena Headey und Thomas Dekker zu sehen, die Hall durch seine Mitwirkung als Maskenbildner an Terminator: The Sarah Connor Chronicles kennengelernt hatte und die schließlich zusagten, in seinem zweiten Spielfilm jeweils eine Rolle zu übernehmen.
Laid to Rest wurde am 18. März 2009 in Dallas, Texas, uraufgeführt. In Deutschland erschien der Film am 6. November 2009 direkt auf DVD. Im Jahr 2011 wurde die Fortsetzung Chromeskull: Laid to Rest 2 veröffentlicht, bei der erneut Robert Hall die Regie geführt hatte und in der Thomas Dekker und Nick Principe ihre Rollen wiederholten.

## Kritiken
Für das Lexikon des internationalen Films war Laid to Rest „überraschungsarm dem Stil und den Klischees der 1980er-Jahre verpflichtet“. Kurt Meinicke von moviemaze.de stellte fest, dass der Film „genau wie die meisten seiner Vorbilder, in Sachen Story und Darsteller nicht wirklich überzeugen“ könne, jedoch „in puncto Gewalt und Konsequenz wiederum sehr gelungen“ sei. „Die überzeugenden Effekte lassen den geneigten Gorehound auch über ein paar Logiklöcher hinweg sehen“, so Meinicke. Was den „Einfallsreichtum“ betrifft, könne „man an Laid to Rest seine blutige Freude haben“.